# 村野文次郎
村野 文次郎（むらの ぶんじろう、1852年（嘉永5年9月27日）- 1919年（大正8年）3月13日）は、日本の実業家。福井県に羽二重の技術を導入し福井商業会議所副会頭を務めた。

## 生涯

### 出生と村野家への入籍
1852年（嘉永5年）9月27日、福井県福井市豊島中町、伊東權平の次男として出生。1876年（明治9年）6月30日、福井県福井市簸川中町の福井藩士、村野近良（1831年（天保2年）10月11日 - 1910年（明治43年）4月29日）の長女、いく（1859年（安政6年）10月8日 - 1918年（大正7年）10月20日）の婿として入籍。1885年（明治18年）10月8日、村野家の家督を相続し、近良の長男 村野雅夫（1874年（明治7年）3月27日 - 没年月日不明）は廃嫡。

### 家族
文次郎の長女 村野房於（1882年（明治15年）12月14日 - 没年月日不明）は、村野外牧と1901年（明治34年）に結婚。長男 村野二三男（1885年（明治18年）9月27日 - 没年月日不明）は、陸軍士官学校17期、陸軍少将。次女 英尾（1887年（明治20年）1月11日 - 没年月日不明）は坪田捨松と結婚。次男 村野貞朗（1889年（明治22年）9月27日 - 1960年（昭和35年）10月10日）は、大和紡績取締役・大和ゴム社長。三女 織恵（1892年（明治25年）4月10日 - 没年月日不明）は太田清松と結婚。三男 文六（1895年（明治28年）1月28日 - 1913年（大正2年）6月23日）。

## 業績

### 織物技術の習得
1876年（明治9年）敦賀県の伝習生派遣事業を通じて、洋式染色法研究のため京都府立染色伝習所（染殿）へ派遣され中村喜一郎に師事。同所の教師でフランス リオンでジャガード織を学んだ佐倉常七とも親しくなり、製織技術やジャカード織機を習得した。その後、東京大学で化学や染色を講義していた山岡次郎に師事。
1877年（明治10年）4月、士族14人が出資して福井市毛矢町に「福井織工会社」が作られ、義父 近良も参加し社長に就任。綾織、ハンカチーフの製織を開始。

### 羽二重の導入
1885年（明治18年）11月、山岡次郎を介して、初めて桐生の機業家森山芳平を訪ねる。森山に師事していた高力直寛が招聘されることになり、福井織工会社で3週間にわたる講習会が実施されたのが、福井における羽二重製織のはじまりとなる。
1896年（明治29年）6月6日、県織物組合により、市場調査のため、杉田定一とともに米国、ヨーロッパに派遣される。11月に杉田が帰国した後も、ドイツなどの視察を継続して翌年帰国する。